# Allmänt näbbstinkfly
Allmänt näbbstinkfly (Anthocoris nemorum) är en insektsart som först beskrevs av Carl von Linné 1761.  Allmänt näbbstinkfly ingår i släktet Anthocoris och familjen näbbskinnbaggar. Arten är reproducerande i Sverige. Inga underarter finns listade i Catalogue of Life.

## Bildgalleri

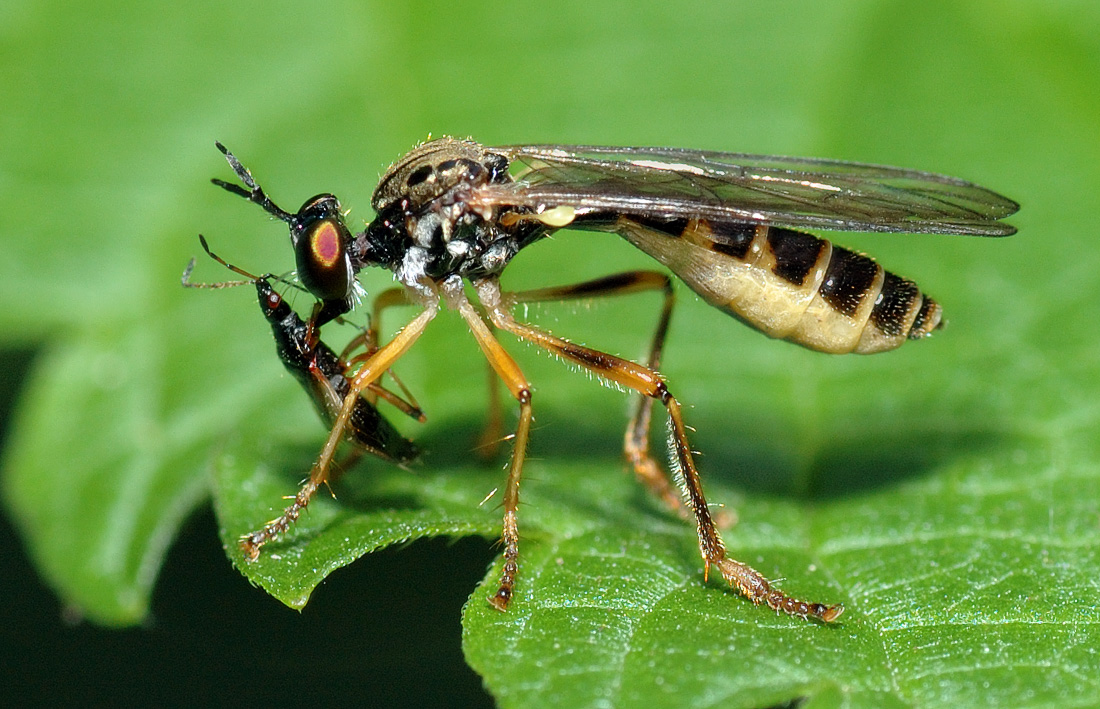
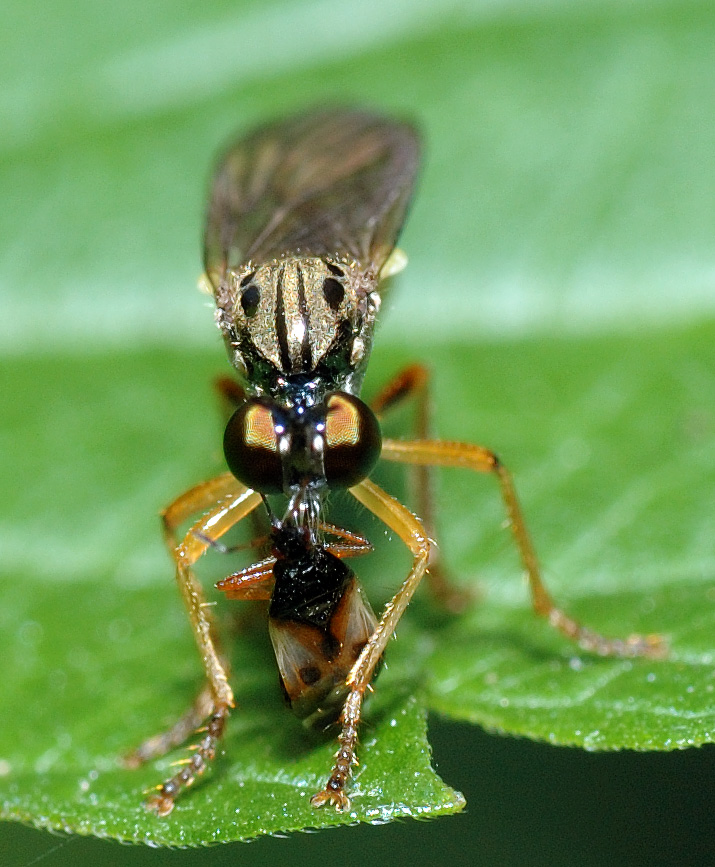
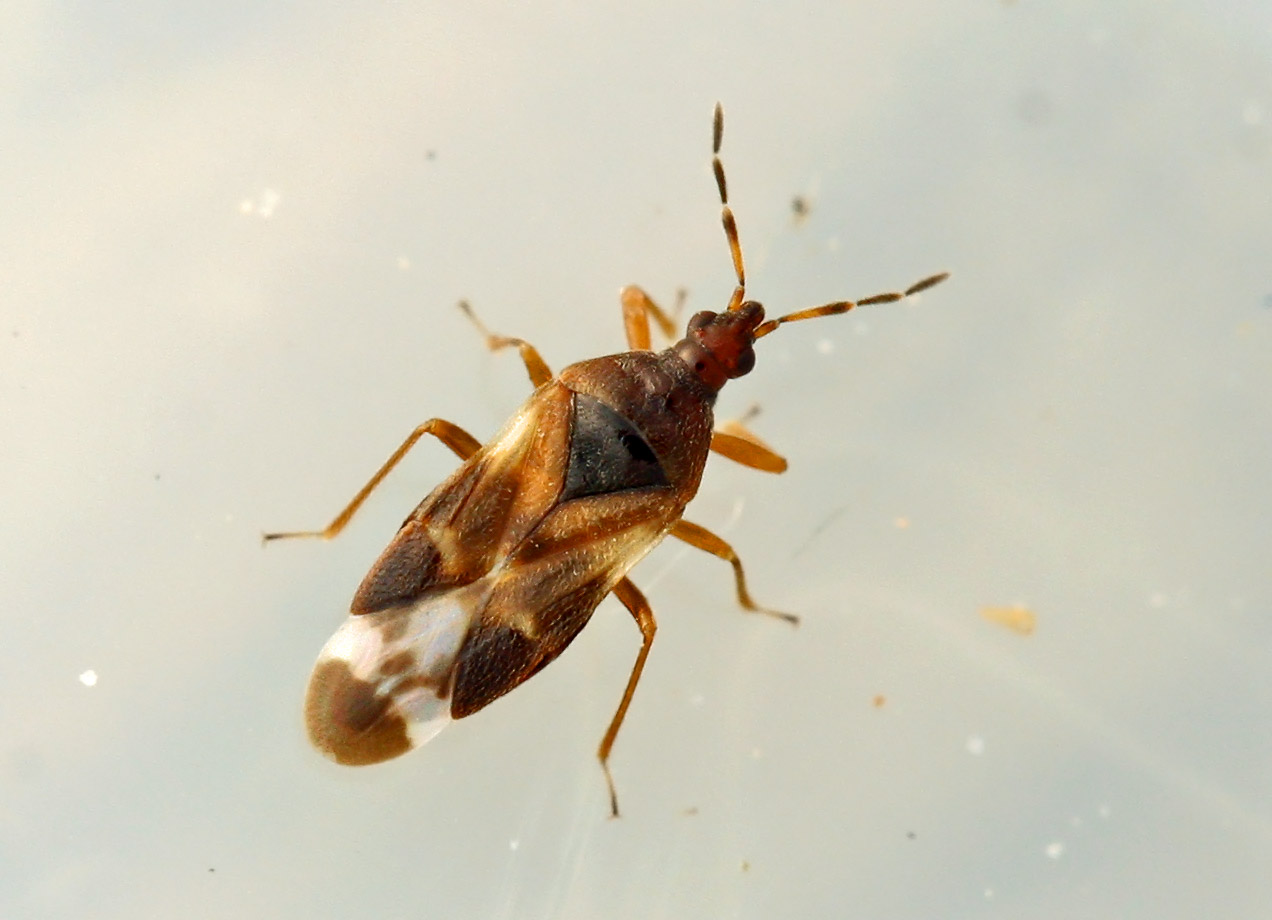
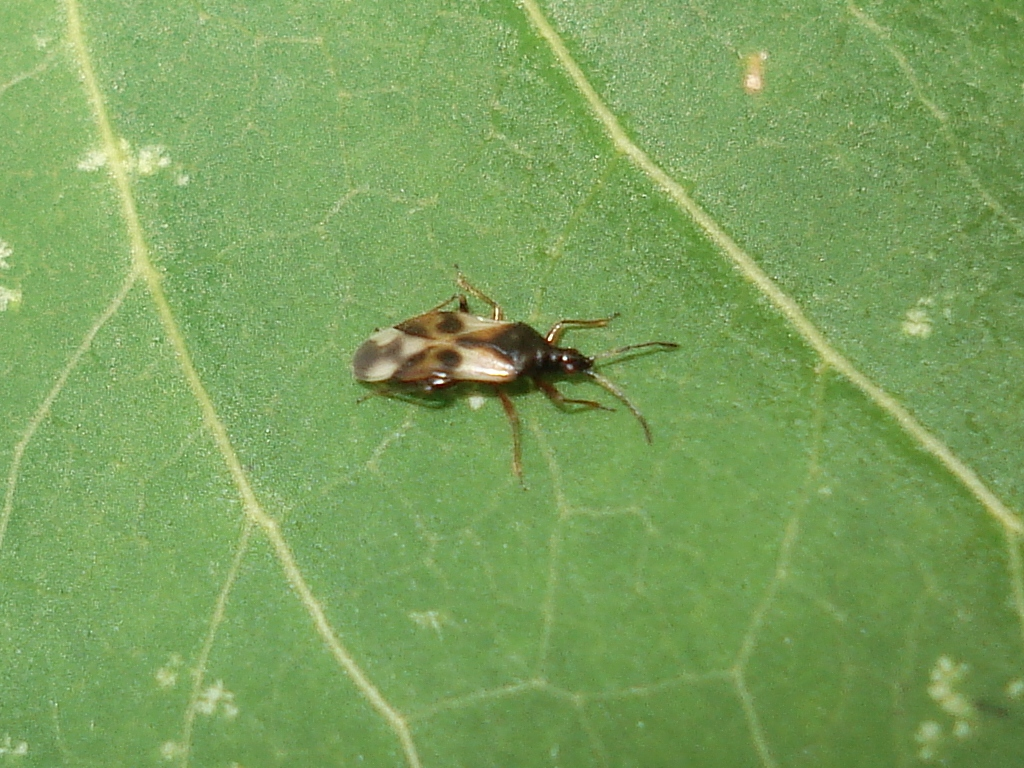